# Додо
Додо (Raphus cucullatus) е изчезнала птица от семейство Гълъбови, ендемичен вид за Маскаренските острови: Мавриций, Реюнион и Родригес, с местни подвидове, характерни за всеки от островите. Подвидовете додо са: тъмно додо (о. Мавриций), бяло додо (о. Реюнион) и дългокрило додо (о. Родригес). Додотата са въобще известни, като нелетящи птици, но додото от о. Родригес, което е било по-дребно, е можело да прехвърча на два-три метра, за разлика от останалите  (достигащи до около 20 килограма), които не са можели да летят. На мястото на закърнелите им криле е имало малки снопчета пера. Друг характер белег на додото е масивният му извит клюн.

## Етимология
"Додо" е името на вида на португалски език, докато посещавалите по-късно ареала им нидерландци са го и наричали дронт. Додо е един от най-ранните примери на животно, изчезнало поради действията на хората, затова често се използва като символ за изтребване на видовете.

## Изчезване и изследвания
Островите, открити от Педро Маскарена през 1507 г., се оказват удобна изходна точка за Индия. Попълвайки запасите си от храна, екипажите на корабите за късо време унищожават гигантските костенурки на архипелага, както и няколко вида тюлени. Додото оцелява малко по-дълго. За унищожението му освен корабните екипажи спомагат и заселените по островите домашни животни. До края на XVII век не остава нито едно додо на о. Мавриций; последното е видяно през 1682 г. На о. Реюнион додото просъществува малко по-дълго – до 1750 г.; на о. Родригес – до началото на XIX век. Местните жители също са използвали яйцата на додо за прехрана, което е допринесло за изчезването му. Оцеляването му е затруднено и от начина му на размножаване. Птицата додо е снасяла по едно яйце на година. За да се излюпят малките, е било нужно майката да мъти яйцата, без да става. През това време мъжкият пазел женската и носел храна.
През 1599 г. адмирал Якоб ван Нес донася първото живо додо в Европа. През 1638 г. е докаран втори екземпляр и е показван по панаирите. По други данни единственият жив екземпляр на животното, доставен в Европа, е бил получен през 1638 г. в Лондон, столицата на Великобритания.
Имало е десетина препарирани екземпляра, но те са се изгубили през годините. Понастоящем в Британския музей има глава, крак и няколко пера от додо, в Копенхаген – глава. Запазени са също няколко рисунки. 
Първото записано споменаване на додото е от нидерландски моряци през 1598 г. През следващите години птицата е била ловувана от моряци и инвазивни видове, докато местообитанието ѝ е било унищожавано. Последното широко прието наблюдение на додо е през 1662 г. Изчезването му не е забелязано веднага и някои го смятат за мит. През 19. век са проведени изследвания върху малко количество останки от 4 екземпляра, донесени в Европа в началото на 17. век. Сред тях е изсушена глава, единствената мека тъкан на додо, която е останала днес. Оттогава на Мавриций е събрано голямо количество подфосилен материал, най-вече от блатото Мар-о-Сонж. В края на XIX век Джордж Кларк намира при разкопки в едно блато почти цял скелет от додо. По-късно с правителствено нареждане започват мащабни разкопки в същото блато и са открити още няколко скелета. Сега те се намират в музеи на о. Мавриций.
Изобразявано е с кафяво-сиво оперение, жълти крака, кичур от пера на опашката, сива, гола глава и черен, жълт и зелен клюн. Подфосилните останки показват, че додото е високо около и дори повече от 1 метър (3 фута 3 инча) и може да е тежало 10,6 – 17,5 кг (23 – 39 фунта) в дивата природа. Фактически птицата е позната на съвременната наука само от рисунки, картини и писмени разкази от 17. век. Тъй като те се различават значително и е известно, че само някои от илюстрациите са на живи екземпляри, точният му външен вид остава неизвестен и малко се знае за поведението му. Известно е, че додото се е хранело с растения и семена. Поглъщало е големи камъчета, за да улесни смилането на храната. Смята, че храната му е включвала плодове, а основното му местообитание е била гората в по-сухите крайбрежни райони на Мавриций. Предполага се, че то е станало нелетящо поради наличието на изобилие от хранителни източници и относителното отсъствие на хищници на Мавриций.
Изчезването на додото в рамките на по-малко от век от откриването му насочва вниманието към проблема с участието на човека в изчезването на цели видове.  Додото постига широка известност с ролята си в историята на приключенията на Алиса в Страната на чудесата и оттогава се е превърнало в неизменна част от популярната култура, често като символ на изчезване и остаряване/отмиране и обреченост. Все пак макар додото исторически се прочува, като дебело и тромаво животно, впоследствие се смята, че е било добре адаптирано за своята екосистема.